# Toskaljoki
Toskaljoki (Doskaljohka) is een riviertje die stroomt in de Finse gemeente Enontekiö in de provincie Lapland. De stroom verzorgt de afwatering van het circa 1 km² grote Toskaljärvi (Doskaljávri) dat op 700 meter hoogte ligt. Het riviertje stroomt vrijwel rechtuit van noord naar zuid en loost haar water in een langgerekt merengebied, dat van west naar oost ligt en als grootste meer het Porojärvi heeft. Het genoemde Toskaljärvi en dus het begin van de rivier ligt op de zuidwestelijke helling van de berg Doskalhárji van 1030 meter hoog.
Afwatering: Toskaljoki → (Porojärvi) → Poroeno → Lätäseno → Könkämärivier → Muonio →  Torne → Botnische Golf